# マテオ・ビナルス
マテオ・ビナルス（Mateo Viñals、1998年10月7日 - ）は、スーペル・ラグビー・アメリカス、ペニャロール・ラグビーに所属するラグビーユニオン選手。

## プロフィール
- ウルグアイ出身[1]。
- ポジションはウィング(WTB)。
- 身長 181cm、体重 81kg

## 略歴
2024年、パリ2024五輪の7人制ウルグアイ代表に選ばれた。